# Adania Shibli

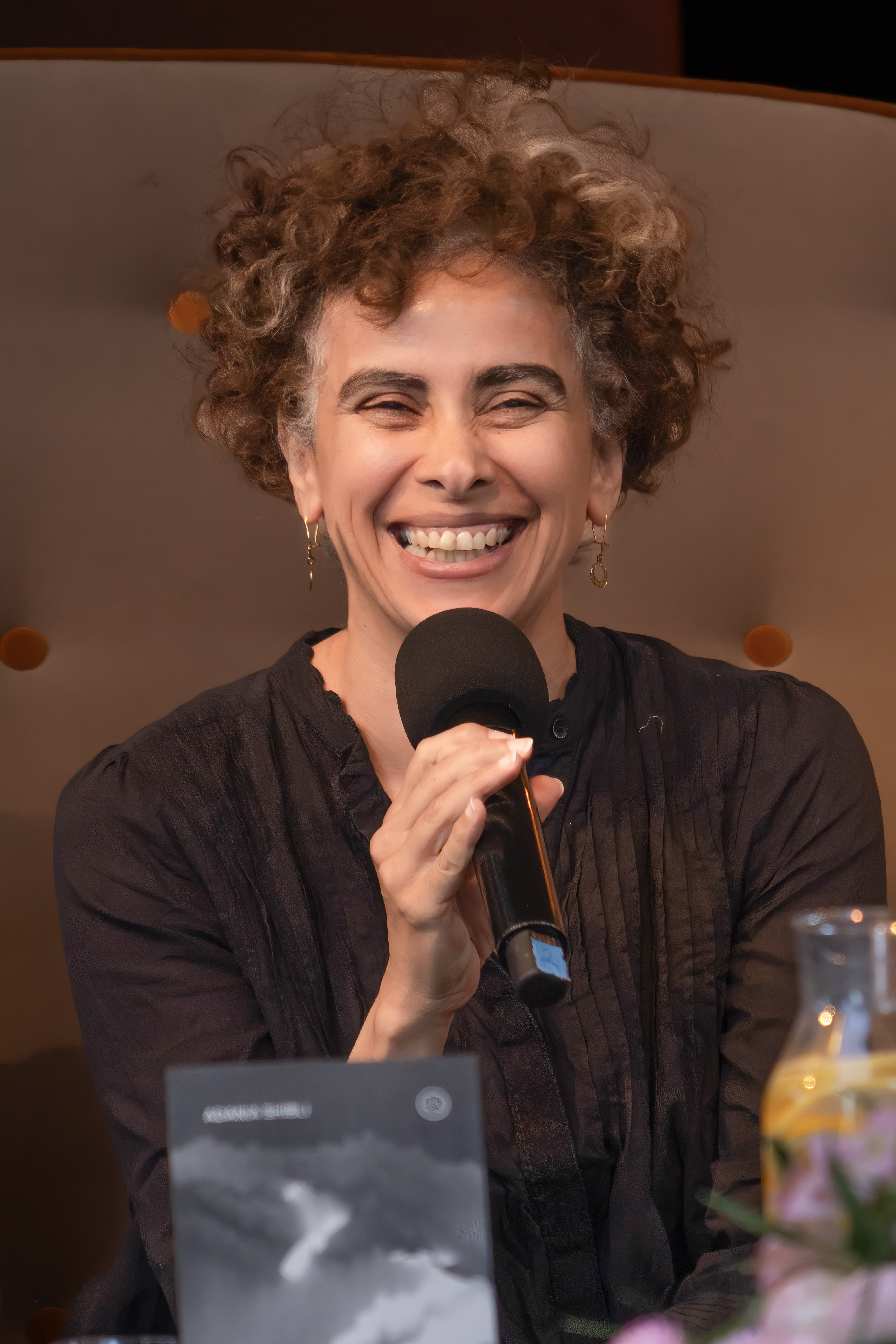
Adania Shibli (2024)

Adania Shibli (arabisch عدنية شبلي, DMG ʿAdaniyya Šiblī, geboren 1974 in Obergaliläa, Israel) ist eine palästinensische Schriftstellerin, die u. a. einen israelischen Pass besitzt. Daneben war sie in Deutschland auch als Gastautorin für die Zeit journalistisch tätig.

## Leben und schriftstellerische Karriere
Shibli wurde in einem kleinen von Palästinensern bewohnten Dorf in Obergaliläa geboren. Sie studierte Kommunikation und Journalismus und erwarb einen M.A.-Abschluss der Hebräischen Universität in Jerusalem, wo sie im Jahr 2001 ihre Masterarbeit mit dem Titel Discourse, power, and media coverage of the killing of Palestinian children by the Israeli Army verfasste. Nach dem Studium arbeitete sie mit palästinensischen Kulturinstitutionen wie dem palästinensischen Nationaltheater al-Hakawati (arabisch المسرح الوطني الفلسطيني) in Jerusalem und dem Khalil-Sakakini-Kulturzentrum (arabisch مركز خليل السكاكيني الثقافي) in Ramallah zusammen.
Ihr schriftstellerisches Talent wurde von Mahmud Darwisch entdeckt, in dessen Literaturzeitschrift Al-Karmel ihre Geschichten erstmals erschienen. Sie veröffentlichte ihre Kurzgeschichten und Essays auch in den Literaturzeitschriften Al-Adaab und Zawaya in Beirut sowie Amkenah in Alexandria. Mehrere ihrer Werke wurden ins Englische, Französische, Deutsche, Italienische, Hebräische und Koreanische übersetzt. Englische Übersetzungen ihrer Arbeit erschienen unter anderem in Words Without Borders. Im Jahr 2002 erschien ihr erster, erfolgreicher Roman Misās. Für diesen und auch für ihren zweiten Roman (2004) wurde sie durch die A. M. Qattan Foundation mit einem Preis geehrt. Ihr 2005 entstandenes Theaterstück The Error wurde am Tristan Bates Theatre in London sowie in den Vereinigten Staaten am New World Theatre in Amherst (Massachusetts) und bei Golden Thread Productions in San Francisco aufgeführt.
Im Jahr 2009 erwarb Shibli an der University of East London den akademischen Grad eines Ph.D. in Media and Cultural Studies. Ihre Dissertation trägt den Titel Visual Terror: A Study of the Visual Compositions of the 9/11 Attacks and Major Attacks in the ‚War on Terror‘ by British and French Television Networks.
Shibli ist neben ihrer schriftstellerischen und journalistischen Tätigkeit auch als Dozentin tätig. Sie unterrichtete von 2005 bis 2009 an der School of Critical Theory and Cultural Studies der University of Nottingham im Vereinigten Königreich und war im Jahr 2008 als Gastdozentin an der École des hautes études en sciences sociales in Paris tätig. An der palästinensischen Hochschule Bir Zait unterrichtet sie Visuelle Kultur. Im Rahmen des Postdoc-Forschungsprogramms EUME war sie 2011/2012 Stipendiatin des Wissenschaftskollegs zu Berlin, und 2012 war sie Gast beim Internationalen Literaturfestival Berlin.
Von November 2015 bis Januar 2017 veröffentlichte die Zeit mehrere von Shiblis journalistischen Beiträgen als Gastautorin. Darin schrieb sie über Themen wie die Situation von Flüchtlingen, den Begriff des Nationalismus oder die persönlichen Reaktionen ihrer Studierenden an der Bir-Zait-Universität im Westjordanland zu existentiellen und politischen Fragen.
Shibli besitzt einen israelischen Pass und lebt in Berlin und Jerusalem.

## Kontroverse über die Verleihung des LiBeraturpreises auf der Frankfurter Buchmesse
2022 erschien die deutsche Übersetzung Eine Nebensache ihres Romans von 2017 Tafṣīl Ṯānawī, in dem sie – anknüpfend an eine wahre Begebenheit aus dem Jahr 1949 – im ersten Teil des zweigeteilten Texts die letzten zwei Tage im Leben eines palästinensischen Mädchens dokumentiert, das von israelischen Soldaten gefangen genommen, vergewaltigt und schließlich ermordet worden war. Der zweite Teil enthält die Erzählung einer Journalistin, die zu diesem Verbrechen recherchiert. Dabei ist die Nakba – die Zerstörung der palästinensischen Gesellschaft und Heimat im Jahr 1948 und die dauerhafte Vertreibung der Mehrheit der palästinensischen Araber – das verbindende Element der beiden Romanteile.

Eine Nebensache erntete Nominierungen für den amerikanischen National Book Award sowie den britischen International Booker Prize. Die Übersetzung von Günther Orth wurde mit dem LiBeraturpreis 2023 des gemeinnützigen Vereins Litprom, der sich für die Verbreitung von Literatur aus Afrika, Asien, Lateinamerika und der Arabischen Welt engagierte, ausgezeichnet.
Mehrere Journalisten, insbesondere Carsten Otte, warfen Shibli eine Nähe oder sogar die Unterstützung der umstrittenen Bewegung Boycott, Divestment and Sanctions (BDS) vor; daraufhin forderte Shiblis deutscher Verleger eine Gegendarstellung zu Ottes Beitrag in der taz. Hintergrund der Vorwürfe war unter anderem, dass Shibli im September 2011 an einer Debatte des Schweizer Forums für Menschenrechte teilgenommen hatte, wobei auch eine BDS-Vertreterin mit auf dem Podium saß; es ging unter anderem darum, inwieweit das Schweizer Kulturfestival Culturescapes der israelischen Regierung eine Plattform für eine „Imagepolitur“ biete.
2009 hatte Shibli in der libanesischen Zeitung al-Akhbar einen Artikel über das Toronto International Film Festival veröffentlicht, das 2009 einen Schwerpunkt auf Tel Aviv gelegt hatte. Darin hatte sie laut einem Artikel von Julia Hubernagel in der taz mit drastischen Worten ihre Teilnahme abgelehnt und sich gewünscht, jemand möge etwas unternehmen, „um die israelische Teilnahme dort nicht friedlich über die Bühne gehen zu lassen.“ Abschließend habe sie mehrdeutige Andeutungen darüber gemacht, ein arabischer Künstler könne „explosives Kulturgut“ und „Sprengstoffe“ in das Festival einbringen. Shiblis deutscher Übersetzer Günther Orth kommentierte diese Angaben in einem Interview Ende Oktober: In besagtem Artikel schreibe Shibli nicht, „dass man eine solche Veranstaltung, an der Israelis teilnehmen oder die eine besondere Nähe zu Israel aufweisen, ‚nicht friedlich‘ über die Bühne gehen lassen dürfe, sondern sie regt nur an, dass man sich dazu verhalten solle und so etwas nicht ‚einfach‘ über die Bühne gehen lassen solle.“ Zudem komme das Wort „Sprengstoff“ in dem Artikel nicht vor, „es hat hier offensichtlich einen Übersetzungsfehler gegeben.“ Einen Aufruf zu einer gewaltsamen Aktion könne er, so Orth, „komplett ausschließen. Ganz sicherlich gibt es keinen Aufruf zur Gewalt“.
Die Preisverleihung auf der Frankfurter Buchmesse wurde ursprünglich für den 20. Oktober 2023 angekündigt, wurde aber am 13. Oktober 2023 auf einen ungenannten Zeitpunkt nach der Buchmesse verschoben. LitProm hatte zunächst erklärt, dass die Verleihung „aufgrund des Krieges, der von der Hamas begonnen wurde und unter dem Millionen Menschen in Israel und Palästina leiden,“ verschoben worden sei; dies sei eine „gemeinsame“ Entscheidung mit der Autorin gewesen; Shibli erklärte allerdings, dass diese Entscheidung ohne ihr Einverständnis getroffen worden sei und dass sie die Gelegenheit der Verleihung genutzt hätte, um über die Rolle der Literatur in dieser grausamen und schmerzlichen Zeit zu reflektieren. Mehr als 1.300 Autoren, Verleger und Intellektuelle aus aller Welt, darunter Nobelpreisträger (Abdulrazak Gurnah, Annie Ernaux, Olga Tokarczuk) und Träger des Booker Prize (Anne Enright, Richard Flanagan, Ian McEwan), kritisierten die Frankfurter Buchmesse und forderten in einem offenen Brief die Buchmesse auf, ihrer Verantwortung nachzukommen und Räume zu schaffen, in denen Schriftsteller sich mitteilen könnten, statt solche zu schließen. Die Messe solle für Stimmen aus Israel wie auch aus Palästina eintreten. Auch der PEN Berlin hatte bereits am 12. Oktober eine Pressemitteilung mit ähnlichen Argumenten und dem Ausdruck seiner Solidarität mit Shibli veröffentlicht.
Am 12. Oktober sprach sich die Literaturkritikerin und Feuilletonleiterin der Wochenzeitung Die Zeit Iris Radisch grundsätzlich für die Verleihung des LiBeraturpreises aus. Sie verwies dabei auf die internationale Anerkennung, die der Roman gefunden hat, und dass er auch von der deutschen Literaturkritik „zu recht als ein literarisches Meisterwerk gefeiert“ wurde. Dass ein literarisch hervorragender Roman einer palästinensischen Schriftstellerin nun mit den „aktuellen Massenmorden der Hamas“ in Verbindung gebracht werde, habe mit seriöser Literaturkritik nichts zu tun. In seinem Artikel vom 13. Oktober in der Frankfurter Allgemeinen Zeitung bezog sich der Literaturwissenschaftler und Journalist Paul Ingendaay auf ein Interview mit Shibli, das er bereits 2022 anlässlich der deutschen Veröffentlichung ihres Romans geführt hatte. Daraus zitiert Ingendaay Shiblis Aussagen als Schriftstellerin, die sich für die literarische Darstellung von Themen wie Kontrolle und Angst eines Menschen interessiert und damit ermöglicht, dass Autorin und Lesende auch verborgene Einsichten über sich selbst gewinnen. Zusammenfassend schrieb Ingendaay, dass Shibli jede Form von Nationalismus verurteile und sich dafür ausgesprochen hatte, „den Schmerz anderer wahrzunehmen.“ Auf seine Fragen über Shiblis Identität als Palästinenserin schrieb Ingendaay weiterhin: „Auch im weiteren Gespräch hütete Shibli sich vor politischen, erst recht vor agitatorischen Aussagen. Stattdessen bestand sie darauf, den Roman „Eine Nebensache“ – und allgemein das Schreiben von Fiktion – als Ort des Nachdenkens über Sprache, Orte und Identitäten zu würdigen, der immer von dem abhänge, der ihn gerade lese.“ In einem gegen die Autorin Eva Menasse gerichteten Artikel bezeichnete Maxim Biller den Schluss von Shiblis Roman als „ein unliterarisches Stück Propaganda.“
Bei der Eröffnungsfeier der Buchmesse sprach sich der Philosoph Slavoj Žižek gegen die Entscheidung des Leiters der Buchmesse Juergen Boos aus, Shibli nicht auf der Buchmesse auszuzeichnen, was er für „skandalös“ hielt.
Die Literaturagentin Sandra Hetzl bedauerte die Verschiebung der Preisverleihung und sprach von „einem kranken Mechanismus der Konditionalität“, in dem arabische Autoren „ständigem Misstrauen und Kontrolle ausgesetzt“ seien: Sobald sie zum Beispiel „auf eine Weise schreiben, die die deutschen Narrative in Frage stellt, werden sie für schuldig befunden.“
Das Landgericht Hamburg lehnte im November 2023 den Verbotsantrag Shiblis gegen kritische Aussagen im taz-Artikel Schatten auf der Buchmesse vom 11. Oktober des Jahres zu ihrem Roman Eine Nebensache ab, da es sich um zulässige Meinungsäußerung handele, und entschied, dass Literaturkritik zuspitzend werten dürfe und der Artikel sich auf den Inhalt des Buches, nicht auf die Überzeugungen der Autorin, beziehe; auch die Bezeichnung Shiblis als „engagierte BDS-Aktivistin“ wurde nicht verboten, da dies als wertungsabhängig angesehen werde und auf Shiblis frühere Aktivitäten zurückzuführen sei, wobei die taz Shiblis Freiheit der Literaturkritik verteidige und diese durch das verlangte Verbot bedroht gesehen habe.
Felix Stephan sprach in der Süddeutschen Zeitung von einem „bemerkenswerten Urteil“ und kritisiert, dass „der Satz ‚In diesem Kurzroman sind alle Israelis anonyme Vergewaltiger und Killer, die Palästinenser hingegen Opfer‘ […] laut dem Hamburger Richter vom ‚maßgeblichen und unvoreingenommenen Durchschnittsleser‘ als ‚zuspitzende Wertung des Inhalts des Buches‘ verstanden“ werde. Dies sei, so Stephan, eine „gewagte Annahme“, da in diesem Roman keinesfalls alle Israelis Vergewaltiger und Killer seien: „Es treten darin auch Israelis auf, die als Journalisten Kriegsverbrechen israelischer Soldaten aufdecken oder […] mit der Erzählerin ausführliche, freundliche Gespräche führen.“ Dass das Gericht auch die Bezeichnung als „engagierte BDS-Aktivistin“ als „zulässige Meinungsfreiheit“ werte, könne „Nachbeben in der deutschen Kulturlandschaft auslösen“, so Stephan. Einer der von Shibli unterzeichneten Briefe – zur Unterstützung der pakistanischen Schriftstellerin Kamila Shamsie – sei von zahlreichen namhaften internationalen Intellektuellen, darunter Michael Ondaatje, Alexander Kluge oder Rachel Kushner ebenfalls unterzeichnet worden, die nun „dem Risiko ausgesetzt sind, als BDS-Aktivisten von deutschen Festivals, Universitäten, Preisen […], die mit staatlichem Geld gefördert werden, ausgeschlossen zu werden“. Shibli selbst habe sich „in anderen Essays ausdrücklich gegen kulturelle Boykotte ausgesprochen und damit öffentlich gegen den BDS gewendet.“ Schließlich gab Stephan zu bedenken, dass Shibli israelische Staatsbürgerin sei: „Wenn sie gegen Konzerte in Israel protestiert, ließe sich das im Zweifel auch einfach als Ausübung grundlegender Bürgerrechte verstehen, die ihr von der israelischen Demokratie gewährt werden.“
In einem Essay in der Berlin Review vom 2. Februar 2024 reflektierte Shibli die Vorgänge um den LiBeraturpreis. Sie bezeichnete die von Litprom anfangs gemachte Behauptung, die Preisverleihung sei mit ihrem Einvernehmen abgesagt worden, als „Unwahrheit“ und kritisierte die „Würdelosigkeit“, mit der sie behandelt worden sei.

## Werke (Auswahl)
Bücher
- Discourse, power, and media coverage of the killing of Palestinian children by the Israeli Army. Hebrew University, Jerusalem 2001, OCLC 610232011
- Misās (مساس). Al-Adab, 2002.
  - Reflets sur un mur blanc. Actes-sud, 2004, ISBN 978-2-7427-4613-2 (französisch)
  - Sensi. Argo, 2007 (italienisch)
  - Touch. Clockroot Books, Northampton (MA) 2010, ISBN 978-1-56656-807-4 (englisch)
  - Beröring. Bokförlaget Tranan, 2018, ISBN 978-91-88253-37-8 (schwedisch)
- Kullunā Baʿīd bi-Ḏāt al-Miqdār ʿan al-Ḥubb (كلنا بعيد بذات المقدار عن الحب). Al-Adab, 2004.
  - We are All Equally Far From Love. Clockroot Books, Northampton (MA) 2012, ISBN 978-1-56656-863-0 (englisch)
  - Vi är alla lika fjärran från kärleken. ISBN 978-91-88253-36-1 (schwedisch)
  - Nous sommes tous à égale distance de l'amour. Actes Sud, 2014, ISBN 978-2-330-01950-1 (französisch)
- Keep your eye on the wall: Palestinian landscapes, Saqi Books, London 2013, ISBN 978-0-86356-759-9 (englisch)
- Tafṣīl Ṯānawī (تفصيل ثانوي). Beirut 2017.
  - Eine Nebensache. Dt. von Günther Orth. Berenberg Verlag, Berlin 2022, ISBN 978-3-949203-21-3[11]
  - Un detalle menor. Hoja de Lata Editorial, 2019, ISBN 978-84-16537-57-0 (spanisch)
  - Minor Detail. Fitzcarraldo Editions, 2020, ISBN 978-1-913097-17-2 (englisch)
  - Un détail mineur. Actes Sud, 2020, ISBN 978-2-330-14209-4 (französisch)

Theaterstück
- The Error (2005)

## Auszeichnungen und Ehrungen
Die A. M. Qattan Foundation zeichnete Shibli für ihren Roman Misās und erneut für Kullunā Baʿīd bi-Ḏāt al-Miqdār ʿan al-Ḥubb mit dem Young Writer’s Award–Palestine aus. Sie gehört außerdem Beirut39 an, einer Gruppe von 39 vielversprechenden arabischen Schriftstellern unter 40 Jahren, deren Mitglieder bei einem Wettbewerb im Jahr 2009 ermittelt wurden. Initiatoren dieses Wettbewerbs waren die unabhängige Londoner Literaturzeitschrift Banipal, die sich der Förderung der zeitgenössischen arabischen Literatur durch Übersetzungen ins Englische widmet, und das Hay Festival, ein jährlich stattfindendes großes Literaturfestival im walisischen Hay-on-Wye. Minor Detail (Eine Nebensache), die englische Übersetzung ihres Romans Tafṣīl Ṯānawī, war 2021 für den International Booker Prize (Longlist) nominiert. Im August 2024 erhielt Shibli den Leteo-Preis des Leteo Clubs der spanischen Stadt León. Sie wurde ausgezeichnet für ihre Novelle Eine Nebensache, in der sie die Geschichte eines 1949 von israelischen Soldaten vergewaltigten palästinensischen Mädchens aufarbeitet.